# Moll Flanders
Moll Flanders – powieść Daniela Defoe, należąca do podgatunku powieści pikarejskiej (łotrzykowskiej), napisana w 1722. Książka opowiada historię dziewczyny z nizin społecznych (a potem dojrzałej kobiety), Moll Flanders, zdanej z powodu swojego ubóstwa na łaskę zainteresowanych nią mężczyzn.
Akcja toczy się w Londynie i w Ameryce. Autor opisuje upadek moralny, liczne przygody i w końcu poprawę samotnej kobiety. Na różnych etapach swojego życia bohaterka próbuje utrzymywać się z prostytucji i kradzieży, dla pieniędzy popełnia bigamię, dopuszcza się też zdrady małżeńskiej i kazirodztwa. Moll przeżywa też wiele nieszczęść, bywa oszukiwana i porzucana, jej kolejne dzieci umierają lub zostają jej odebrane.